# Национална библиотека на Франция
Националната библиотека на Франция (на френски: Bibliothèque nationale de France) е библиотека в Париж, изпълняваща функциите на национална библиотека на Франция.
Със сбирка от 30 милиона единици, включително 12 милиона книги, е най-голямата в страната и сред най-големите в Европа. Националната библиотека води началото си от кралската библиотека, основана от крал Шарл V през 1368 г. Тя е разширена от крал Луи XIV и е отворена за публиката през 1692 г.
Библиотечният фонд значително нараства по време на Френската революция, когато в него са включени голямо количество книги от национализирани частни колекции. Днес библиотеката има около 2700 служители.

## Колекция „Ръкописи“
Колекция „Ръкописи“ съхранява най-голямата колекция от средновековни и съвременни ръкописи в света. Тя включва средновековни шансон де жест и рицарски романи, източна литература, източни и западни религии, древна история, научна история и литературни ръкописи от Паскал, Дидро, Аполинер, Пруст, Колет, Сартър и др. Колекцията е организирана:
- по езици (старогръцки, латински, френски и други европейски езици, арабски, коптски, етиопски, иврит, персийски, турски, близко и средноизточни езици, китайски, японски, тибетски, санскрит, тамилски, индийски езици, виетнамски, и др.)
- като разполага с около 5000 старогръцки ръкописа, които са разделени в три фонда: древногръцки фонд, фонд Куален и допълнителен гръцки фонд.
- по съдържание (учебни и библиофилски, колекции от учебни материали, библиотечен архив, генеалогични колекции, френски провинции, масонска колекция и др.).

## Електронна библиотека
През 1997 г. е създадена електронна библиотека „Галика“, предназначена за онлайн потребители на Националната библиотека на Франция и нейните партньори. Днес тя разполага с повече от 6 милиона дигитализирани материали от различни видове: книги, списания, вестници, снимки, карикатури, рисунки, щампи, плакати, карти, ръкописи, антични монети, партитури, театрални костюми и декори, аудио и видео материали. Всички материали в библиотеката са свободно достъпни.

## Галерия
- Зала „Лабруст“, отделение „Ришельо“, откриване на новата читалня през юни 1868 г. Илюстрация от в. Le Monde illustré.
- Двор на отделение „Ришельо“.